# Sacha Pfeiffer
Sacha Pfeiffer (Columbus, 7 de setembro de 1971) é uma jornalista investigativa e  radialista estadunidense.
Integrou o grupo de repórteres que ganhou o Prémio Pulitzer de Serviço Público de 2003,  por seu trabalho no The Boston Globe, expondo os casos de abuso sexual envolvendo padres da  Igreja Católica Romana.
Graduada pela Universidade de Boston em Massachusetts, ela também recebeu vários outros prêmios, como  o  Edward R. Murrow.